# 第一次利比里亞內戰
第一次利比里亞內戰是指1989年到1997年期間利比里亚境內發生的衝突。这场冲突造成大约20万人死亡，并最终导致西非国家经济共同体和联合国的介入。
1980年，塞缪尔·多伊領導的武裝力量推翻了利比里亚民选政府。 1989年12月，查尔斯·泰勒潛入利比里亞並發動旨在推翻塞缪尔·多伊統治的武裝鬥爭。1990年，蒙羅維亞被攻佔，塞缪尔·多伊被處決。